# Watershed
Watershed är det svenska progressive death metal-bandet Opeths nionde studioalbum. Det spelades in i Fascination Street Studios i Örebro under vintern 2007-2008. Liksom för Opeths förra album Ghost Reveries var Jens Bogren producent. Watershed är det första albumet med bandets nya gitarrist Fredrik Åkesson och dess nya trummis Martin Axenrot.
Watershed släpptes på Itunes den 19 maj (bonusutgåvan) och den 24 maj (standardversionen) 2008. Skivan släpptes i fysiskt format den 30 maj i Europa, den 2 juni i Storbritannien och den 3 juni i USA. Den möttes av väldigt goda recensioner från många håll. Flera kritiker uppskattade dess genremässiga variation och dess många överraskningar. Ryan Ogle på Blabbermouth.net skriver att "'Watershed' är ett sant mästerverk vad gäller låtskrivande, mångfald, känsla, och musicerande" och Kevin Seller på Music Emissions kallar det "ännu en av melodisk death metals höjdpunkter från genrens obestridda, ogreppbara mästare". Den brittiska tidningen Metal Hammer listade skivan på andra plats (efter Metallicas Death Magnetic) på sin lista över den bästa albumen 2008. Watershed tog sig upp på första plats på listan över mest sålda album i Finland och hamnade som högst på sjunde plats på listorna i Australien, Norge och Sverige.

## Inspelning
Watershed spelades in i Fascination Street Studios i Örebro mellan 1 november och 13 december 2007, och mellan 3 och 7 januari 2008; Jens Bogren och Opeths frontman Mikael Åkerfeldt var producenter. Opeth hade spelat in sin förra skiva Ghost Reveries i samma studio, och Åkerfeldt skriver att de var så nöjda den gången att de ville tillbaka till Bogrens studio igen. Inför inspelningen hade Åkerfeldt skrivit alla låtar och bandet hade repat dem i fem veckor. Bogren hade skrivit ett schema för inspelningen som sträckte sig över fem veckor, och som öppnade för att Åkerfeldt skulle kunna åka hem och vara med sin familj på helgerna. Inspelningen av albumet gick problemfritt. Det tog ungefär sex dagar för den nya trummisen Martin Axenrot att spela in trummorna. Åkerfeldt skriver att det var första gången sedan inspelningen av Orchid som det gått så fort för bandet att spela in trummorna, och att det var en ren njutning att se Axenrot spela. Axenrot spelade in på ett trumset av DW Drums. Basisten Martin Mendez använde sig av Fender Jazz-basar, Fender P-basar och en Music Man-bas vid inspelningen.
Watershed är det första album där Opeths nya gitarrist Fredrik Åkesson medverkar. Åkerfeldt skriver att Åkessons tekniska färdighet och solon imponerade på honom under inspelningen. Vid inspelningen av gitarrerna använde sig Åkerfeldt och Åkesson av gitarrer av PRS, Fender, Gibson och Landola, och förstärkare av Laney, Engl och Mesa Boogie. Keyboardisten Per Wiberg använde sig av en Nord-keyboard (av Clavia), en Laney Lionheart-förstärkare, en Lesliehögtalare och en Fender Bassman-förstärkare. Åkerfeldt skriver att trots att bandet kände att de behövde spela in en riktigt bra skiva kände de ingen större press, utan de hade roligt under inspelningen. Han är riktigt nöjd med produktionen, och han tycker att Watershed är en väldigt mörk skiva.
Opeth spelade också in ett antal covers. De spelade in låten "Bridge of Sighs" av rockgitarristen Robin Trower, som Åkerfeldt kallar "en fantastisk mörk blueslåt" ("a fantastic dark blues song"). De spelade också in en cover på "Den ständiga resan" av Marie Fredriksson, där Åkerfeldt fick sjunga på svenska, och en på "Would?" av Alice in Chains, som Åkerfeldt beskriver som "ungefär som deras version fast sämre, antar jag" ("pretty much like their version but worse I guess"). Åkerfeldt och Wiberg hade också skrivit låten "Derelict Herds", som de spelade in som bonusspår. Åkerfeldt gillar låtens text och dess psykedeliska inslag. Inför inspelningen av skivan hade Åkerfeldt gärna velat spela in en cover på Scott Walkers "The Drift", men det blev inte av. Flera delar på skivan är dock direkt inspirerade av Walker.

## Utgivning
Omslaget till Watershed designades av Travis Smith i samarbete med Mikael Åkerfeldt. Albumet är det andra av Opeths album (efter Ghost Reveries) som släppts av Roadrunner Records. Bonusversionen av albumet släpptes på Itunes den 19 maj 2008, medan standardutgåvan släpptes på Itunes den 24 maj. Watershed släpptes i fysiskt format den 30 maj i Europa, den 2 juni i Storbritannien och den 3 juni i USA.
Bonusversionen innehåller en CD med albumet och 3 bonusspår ("Derelict Herds", "Bridge of Sighs" och "Den ständiga resan"); och en DVD med hela albumet (exklusive bonusspår) i 5.1 surroundljud, en dokumentär om skivans tillkomst, och intervjuer. Vinylutgåvan av albumet innehåller förutom standardutgåvans sju spår även bonusspåret "Derelict Herds".

## Mottagande
Watershed mottog mycket positiva recensioner från många olika håll, och flera recensenter berömde den för dess genremässigt varierade låtar med många överraskningar. Ryan Ogle på Blabbermouth.net skriver att "'Watershed' är ett sant mästerverk vad gäller låtskrivande, mångfald, känsla, och musicerande", och Chris True på Allmusic lovordar skivan i en recension som han avslutar med omdömet: "Som en perfekt blandning av death metal-stilen på Still Life, Blackwater Park och My Arms, Your Hearse, de stentunga riffen på Deliverance och Ghost Reveries och de progressiva/klassiska metalinslagen på Damnation, i kombination med Deep Purple, Pink Floyd och Scorpions, utgör Watershed början på ett nytt kapitel för Opeth: ett som utlovar oändligt mer än dess föregångare."
Carlos Ramirez på IGN tycker om att Opeth experimenterar med genrer och ljudbilder på ett sätt som få andra band skulle våga. Han skriver också varmt om bandets nya medlemmar, Fredrik Åkesson och Martin Axenrot. Adrien Begrand på Popmatters är väldigt positiv. Han skriver att oron hos vissa fans att bytet av två medlemmar skulle få en negativ effekt på musiken var obefogad. Han gillar stämningen på albumet som han beskriver som "den slags bistra, sorgsna stämning som bandets skivomslag så effektivt antyder". Också Cosmo Lee på Pitchfork Media och Rick Florino på Artistdirect skriver genomgående positiva recensioner. Kevin Sellers på Music Emissions är väldigt entusiastisk. Han jämför med Opeths stora genombrottsalbum Blackwater Park, och kallar Watershed för "ännu en av melodisk death metals höjdpunkter från genrens obestridda, ogreppbara mästare"
Jeremy Ulrey på Chronicles of Chaos gillar alla låtar utom "Coil", som han kallar "utan tvekan det sämsta på Opeths repertoar". Han kritiserar Åkerfeldts sång starkt och ifrågasätter hans förmåga att skriva sångmelodier. Låtens text anser han är överdrivet sentimental och intetsägande. Mike Stagno på Sputnikmusic är övervägande positiv, men ogillar låtarna "Burden" och "Porcelain Heart".
På webbtidningen Popmatters lista "The Best Albums of 2008" ('De bästa albumen 2008') hamnar Watershed på plats 52. På dess lista "The Best Metal Albums 2008" ('De bästa metalalbumen 2008') hamnar albumet på andra plats. Webbtidningen Metal Storms läsare utnämnde Watershed till det bästa progressiva metal-albumet år 2008, och när den brittiska musiktidningen Metal Hammer listade de 50 bästa albumen 2008 hamnade Watershed på andra plats efter Metallicas Death Magnetic.

### Listplaceringar
| Land           | Högsta placering |
| -------------- | ---------------- |
| Australien     | 7                |
| Belgien        | 90               |
| Finland        | 1                |
| Frankrike      | 47               |
| Kanada         | 17               |
| Nederländerna  | 14               |
| Norge          | 7                |
| Nya Zeeland    | 26               |
| Schweiz        | 24               |
| Storbritannien | 34               |
| Sverige        | 7                |
| Tyskland       | 23               |
| USA            | 23               |
| Österrike      | 53               |

## Låtlista
Alla låtar är skrivna och komponerade av Mikael Åkerfeldt, om inte annat anges. 
| Nr | Titel                                               | Längd |
| -- | --------------------------------------------------- | ----- |
| 1. | Coil                                                | 3:10  |
| 2. | Heir Apparent                                       | 8:50  |
| 3. | The Lotus Eater                                     | 8:50  |
| 4. | Burden                                              | 7:41  |
| 5. | Porcelain Heart (Mikael Åkerfeldt, Fredrik Åkesson) | 8:00  |
| 6. | Hessian Peel                                        | 11:25 |
| 7. | Hex Omega                                           | 7:00  |

| 8.  | Derelict Herds (Mikael Åkerfeldt, Per Wiberg) | 6:28 |
| 9.  | Bridge of Sighs (Robin Trower)                | 5:55 |
| 10. | Den ständiga resan (Marie Fredriksson)        | 4:09 |

Källa

## Medverkande
Opeth
- Mikael Åkerfeldt – sång, gitarr
- Fredrik Åkesson – gitarr
- Martin Mendez – elbas
- Per Wiberg – klaviatur
- Martin Axenrot – trummor, slagverk

Övriga musiker
- Natalie Lorichs – sång på "Coil"
- Lisa Almberg – engelskt horn, oboe
- Christoffer Wadensten – flöjt
- Karin Svensson – fiol
- Andreas Tengberg – cello

Produktion
- Producerad av Jens Bogren och Mikael Åkerfeldt
- Inspelad av Jens Bogren och David Castillo
- Mixad av Jens Bogren
- Mastrad av Jens Bogren
- Omslag av Travis Smith och Mikael Åkerfeldt

Källa